# Ungerns Grand Prix 2022
Ungerns Grand Prix 2022, officiellt Formula 1 Rolex Magyar Nagydíj 2022 var ett Formel 1-lopp som kördes den 31 juli 2022 på Hungaroring i Mogyoród, Ungern. Loppet var det trettonde loppet ingående i Formel 1-säsongen 2022 och kördes över 70 varv.

## Ställning i mästerskapet innan loppet
| Pos. | Förare            | Poäng |
| ---- | ----------------- | ----- |
| 1    | Max Verstappen    | 233   |
| 2    | Charles Leclerc   | 170   |
| 3    | Sergio Pérez      | 163   |
| 4    | Carlos Sainz, Jr. | 144   |
| 5    | George Russell    | 143   |

| Pos. | Konstruktör      | Poäng |
| ---- | ---------------- | ----- |
| 1    | Red Bull         | 396   |
| 2    | Ferrari          | 314   |
| 3    | Mercedes         | 270   |
| 4    | Alpine-Renault   | 93    |
| 5    | McLaren-Mercedes | 89    |

- Notering: Endast de fem bästa placeringarna i vardera mästerskap finns med på listorna.

## Kvalet
Kvalet ägde rum klockan 16:00 lokal tid (UTC +02:00) den 30 juli 2022 och varade i en timme. Kvalet hölls under torra men mulet väderförhållande.
George Russell för Mercedes tog sin första pole position och blev därmed den 105:e föraren i formel 1 att ta en pole position. Russells stallkamrat, Lewis Hamilton, hade problem med sin DRS vilket innebar att han endast kunde kvalificera på sjunde plats. Ferrari-förarna Carlos Sainz, Jr. och Charles Leclerc var tvåa respektive trea med Lando Norris på fjärde plats och Esteban Ocon på femte plats.
| Pos.                    | Nr. | Förare            | Konstruktör           | Kvaltider | Kvaltider | Kvaltider | Start- grid |
| Pos.                    | Nr. | Förare            | Konstruktör           | Q1        | Q2        | Q3        | Start- grid |
| ----------------------- | --- | ----------------- | --------------------- | --------- | --------- | --------- | ----------- |
| 1                       | 63  | George Russell    | Mercedes              | 1:18,407  | 1:18,154  | 1:17,377  | 1           |
| 2                       | 55  | Carlos Sainz, Jr. | Ferrari               | 1:18,434  | 1:17,946  | 1:17,421  | 2           |
| 3                       | 16  | Charles Leclerc   | Ferrari               | 1:18,806  | 1:17,768  | 1:17,567  | 3           |
| 4                       | 4   | Lando Norris      | McLaren-Mercedes      | 1:18,653  | 1:18,121  | 1:17,769  | 4           |
| 5                       | 31  | Esteban Ocon      | Alpine-Renault        | 1:18,866  | 1:18,216  | 1:18,018  | 5           |
| 6                       | 14  | Fernando Alonso   | Alpine-Renault        | 1:18,716  | 1:17,904  | 1:18,078  | 6           |
| 7                       | 44  | Lewis Hamilton    | Mercedes              | 1:18,374  | 1:18,035  | 1:18,142  | 7           |
| 8                       | 77  | Valtteri Bottas   | Alfa Romeo-Ferrari    | 1:18,935  | 1:18,445  | 1:18,157  | 8           |
| 9                       | 3   | Daniel Ricciardo  | McLaren-Mercedes      | 1:18,775  | 1:18,198  | 1:18,379  | 9           |
| 10                      | 1   | Max Verstappen    | Red Bull              | 1:18,509  | 1:17,703  | 1:18,823  | 10          |
| 11                      | 11  | Sergio Pérez      | Red Bull              | 1:19,118  | 1:18,516  | N/A       | 11          |
| 12                      | 24  | Guanyu Zhou       | Alfa Romeo-Ferrari    | 1:18,973  | 1:18,573  | N/A       | 12          |
| 13                      | 20  | Kevin Magnussen   | Haas-Ferrari          | 1:18,993  | 1:18,825  | N/A       | 13          |
| 14                      | 18  | Lance Stroll      | Aston Martin-Mercedes | 1:19,205  | 1:19,137  | N/A       | 14          |
| 15                      | 47  | Mick Schumacher   | Haas-Ferrari          | 1:19,164  | 1:19,202  | N/A       | 15          |
| 16                      | 22  | Yuki Tsunoda      | Alpha Tauri           | 1:19,240  | N/A       | N/A       | 16          |
| 17                      | 23  | Alexander Albon   | Williams-Mercedes     | 1:19,256  | N/A       | N/A       | 17          |
| 18                      | 5   | Sebastian Vettel  | Aston Martin-Mercedes | 1:19,273  | N/A       | N/A       | 18          |
| 19                      | 10  | Pierre Gasly      | Alpha Tauri           | 1:19,527  | N/A       | N/A       | PL          |
| 20                      | 6   | Nicholas Latifi   | Williams-Mercedes     | 1:19,570  | N/A       | N/A       | 19          |
| 107 %-gränsen: 1:23,860 |     |                   |                       |           |           |           |             |
| Källor:                 |     |                   |                       |           |           |           |             |

1. ↑  Pierre Gasly kvalificerade sig på 19:e plats men var tvungen att starta loppet från depån efter att ha överskridit sin kvot av kraftenhetselement. De nya kraftenheterna ändrades medan bilen stod under parc fermé utan tillstånd från den tekniska delegaten.[3]

## Loppet
Loppet startade klockan 15:00 lokal tid (UTC+02:00) den 31 juli 2022 och kördes över 70 varv.
Max Verstappen vann loppet från den tionde startrutan. Mercedesförarna Lewis Hamilton och George Russell kom tvåa respektive trea.
| Pos.                                                 | Nr. | Förare            | Konstruktör           | Varv | Tid/Bröt      | Grid | Poäng |
| ---------------------------------------------------- | --- | ----------------- | --------------------- | ---- | ------------- | ---- | ----- |
| 1                                                    | 1   | Max Verstappen    | Red Bull              | 70   | 1:39:35,912   | 10   | 25    |
| 2                                                    | 44  | Lewis Hamilton    | Mercedes              | 70   | +7,834s       | 7    | 191   |
| 3                                                    | 63  | George Russell    | Mercedes              | 70   | +12,337s      | 1    | 15    |
| 4                                                    | 55  | Carlos Sainz, Jr. | Ferrari               | 70   | +14,579s      | 2    | 12    |
| 5                                                    | 11  | Sergio Pérez      | Red Bull              | 70   | +15,688s      | 11   | 10    |
| 6                                                    | 16  | Charles Leclerc   | Ferrari               | 70   | +16,047s      | 3    | 8     |
| 7                                                    | 4   | Lando Norris      | McLaren-Mercedes      | 70   | +78,300s      | 4    | 6     |
| 8                                                    | 14  | Fernando Alonso   | Alpine-Renault        | 69   | +1 varv       | 6    | 4     |
| 9                                                    | 31  | Esteban Ocon      | Alpine-Renault        | 69   | +1 varv       | 5    | 2     |
| 10                                                   | 5   | Sebastian Vettel  | Aston Martin-Mercedes | 69   | +1 varv       | 18   | 1     |
| 11                                                   | 18  | Lance Stroll      | Aston Martin-Mercedes | 69   | +1 varv       | 14   |       |
| 12                                                   | 10  | Pierre Gasly      | Alpha Tauri           | 69   | +1 varv       | PL   |       |
| 13                                                   | 3   | Daniel Ricciardo  | McLaren-Mercedes      | 69   | +1 varv       | 9    |       |
| 14                                                   | 47  | Mick Schumacher   | Haas-Ferrari          | 69   | +1 varv       | 15   |       |
| 15                                                   | 24  | Zhou Guanyu       | Alfa Romeo-Ferrari    | 69   | +1 varv       | 12   |       |
| 16                                                   | 23  | Alexander Albon   | Williams-Mercedes     | 69   | +1 varv       | 17   |       |
| 17                                                   | 20  | Kevin Magnussen   | Haas-Ferrari          | 69   | +1 varv       | 13   |       |
| 18                                                   | 6   | Nicholas Latifi   | Williams-Mercedes     | 69   | +1 varv       | 19   |       |
| 19                                                   | 22  | Yuki Tsunoda      | Alpha Tauri           | 68   | +2 varv       | 16   |       |
| 202                                                  | 77  | Valtteri Bottas   | Alfa Romeo-Ferrari    | 65   | Bränslesystem | 8    |       |
| Snabbaste varvet: Lewis Hamilton, Mercedes, 1:21,386 |     |                   |                       |      |               |      |       |
| Källor:                                              |     |                   |                       |      |               |      |       |

Noter
- ^1  – Inkluderar en extra poäng för snabbaste varv.
- ^2  – Valtteri Bottas körde inte färdigt loppet men blev ändå klassificerad eftersom han körde färdigt mer än 90% av racedistansen.

## Ställning i mästerskapet efter loppet
| Pos.  | Förare            | Poäng |
| ----- | ----------------- | ----- |
| 1 ▬   | Max Verstappen    | 258   |
| 2 ▬   | Charles Leclerc   | 178   |
| 3 ▬   | Sergio Pérez      | 173   |
| 4 ▲ 1 | George Russell    | 158   |
| 5 ▼ 1 | Carlos Sainz, Jr. | 156   |

| Pos. | Konstruktör      | Poäng |
| ---- | ---------------- | ----- |
| 1 ▬  | Red Bull         | 431   |
| 2 ▬  | Ferrari          | 334   |
| 3 ▬  | Mercedes         | 304   |
| 4 ▬  | Alpine-Renault   | 99    |
| 5▬   | McLaren-Mercedes | 95    |

- Notering: Endast de fem bästa placeringarna i vardera mästerskap finns med på listorna.